# Тамни врх
Тамни врх (енгл. Dark Peak) је северни део националног парка Округли врх у Уједињеном Краљевству.
Добио је своје име зато што је препун кречњака. Земљиште је зато већином ненасељено.
Ово је један од 159 националних паркова у Уједињеном Краљевству.
Ово подручје обухвата око 31.000 хектара. Протеже се преко границе Ширег Манчестера и Западног Јоркшира. Ово је брдско-планинско подручје,а 2 врха су већа од 2000 метара. Током година много је авиона пало на Тамни врх, углавном због временских услова. У годинама било је много извештаја о виђењу духова авиона. Многи људи наводно виде авионе који лете јако ниско и онда се сруше. Ти људи позову полицију која дође да види где је авион, али никад не пронађу остатке авиона. Неколико људи које је видело такве авионе је наводно посетио дух те вечери.